# Tretogonia cribrata
Tretogonia cribrata är en insektsart som beskrevs av Melichar 1926. Tretogonia cribrata ingår i släktet Tretogonia och familjen dvärgstritar. Inga underarter finns listade i Catalogue of Life.